# Ditrigona komarovi
Ditrigona komarovi is een vlinder uit de familie van de eenstaartjes (Drepanidae). De wetenschappelijke naam van de soort is voor het eerst geldig gepubliceerd in 1935 door Kurenzov.